# Masa suspendida
En un vehículo con suspensión,como un automóvil o un tanque, la masa suspendida es la porción de la masa total que es soportada por la suspensión. Normalmente incluye el cuerpo del vehículo, los componentes internos, pasajeros y carga; pero no la masa de los componentes de la suspensión, incluyendo ruedas u orugas, que son parte de la masa no suspendida del vehículo.
Cuanto mayor sea la relación de masa suspendida sobre masa no suspendida, el cuerpo del vehículo y sus ocupantes se ven afectados en menor medida por baches, hoyos u otras imperfecciones de la superficie, como puentes. De todos modos, una relación excesiva podría ir en detrimento de la capacidad de control sobre el vehículo.
- Datos: Q1750646